# تپه ساروگول توکانو
تپه ساروگول توکانو در شهرستان بوئین‌زهرا، بخش آوج، روستای چوبینه واقع شده و این اثر در تاریخ ۲ آبان ۱۳۸۲ با شمارهٔ ثبت ۱۰۵۵۸ به‌عنوان یکی از آثار ملی ایران به ثبت رسیده است.